# Giacomo Maccheroni
Giacomo Maccheroni (Pontedera, 1º agosto 1936 – Pontedera, 10 ottobre 2024) è stato un politico italiano.

## Biografia
Figlio e nipote di storici militanti socialisti di Pontedera, dopo aver conseguito la licenza media si iscrisse al Partito Socialista Italiano nel 1950. Dal 1958 fino al 1961 fu presidente dell'Ospedale "Lotti" di Pontedera. Consigliere comunale a Pontedera dal 1960 al 1965, divenne poi consigliere provinciale a Pisa. Sindaco di Pontedera dal 1965 al 1975, attraversò il momento più difficile per la città in seguito all'alluvione del 1966. In veste di sindaco e di responsabile dell´urbanistica fu chiamato a gestire la fase estremamente delicata del boom edilizio della città di Pontedera, il cui tessuto urbano era cresciuto in maniera disordinata, con conseguenze negative in termini di traffico congestionato, mancanza di spazi verdi, squilibri nell´utilizzazione delle aree edificate.
Presidente della sezione toscana dell'ANCI, fece parte del direttivo regionale del PSI toscano e della federazione del PSI di Pisa.
Alle elezioni regionali del 1975 venne eletto e fece quindi parte della Giunta regionale con l'incarico di assessore all'Urbanistica. Fu riconfermato assessore all'urbanistica fino al novembre 1983. Nel 1985 fu nuovamente eletto in regione dove ricoprì il ruolo di Presidente del Consiglio regionale. Fu in carica fino al maggio 1987, data delle sue dimissioni per presentarsi alle elezioni politiche nelle quali venne poi eletto. Rimase alla Camera dei Deputati per due legislature, fino al 1994.
Fu condannato a 3 anni e 5 mesi per estorsione e millantato credito nel 2001.
Maccheroni scrisse una propria autobiografia politica.
Si è spento il 10 ottobre 2024, all'età di 88 anni.